# Heinrich Albert (compositeur)
Pour les articles homonymes, voir Heinrich Albert et Albert.
Heinrich Albert (né le 8 juillet 1604 à Bad Lobenstein et mort le 6 octobre 1651 à Königsberg, est un poète et compositeur allemand.

## Biographie
Il commence l'étude de la musique en 1622 avec son cousin, le compositeur Heinrich Schütz à Dresde. Il poursuit son cursus en droit à Leipzig sans interrompre ses compositions, notamment des arias. En 1627, il part pour Varsovie avec des diplomates néerlandais. Ils sont faits prisonniers par des Suédois et sont retenus pendant une année. Quand il rentre en 1628, il s'implique dans la « science des fortifications ». Vers 1630, il reprend sa carrière de musicien à Königsberg et en 1643, il renoue avec Schütz.

## Œuvres
Son œuvre la plus importante est l'ensemble des 170 mélodies publiées sous le nom de Arien en huit volumes. Ces recueils comprennent des dédicaces détaillées qui témoignent de la vie quotidienne à Königsberg. Albert puise dans ses propres poésies et celles de Simon Dach. Ses mélodies sont très populaires et 25 d'entre elles deviendront des thèmes de chorals. Les préfaces de ses volumes sont également une source précieuse d'interprétation de la basse continue.